# Мельохінське сільське поселення
Мельо́хінське сільське поселення (рос. Мелёхинское сельское поселение) — муніципальне утворення у складі Бердюзького району Тюменської області, Росія.
Адміністративний центр — село Мельохіно.

## Історія
Присілок Второпесьяне було ліквідоване 2008 року.

## Населення
Населення — 241 особа (2020; 263 у 2018, 331 у 2010, 423 у 2002).

## Склад
До складу поселення входять такі населені пункти:
| Населений пункт        | Населення, осіб (2002) | Населення, осіб (2010) |
| ---------------------- | ---------------------- | ---------------------- |
| Второпесьяне, присілок | 2                      | -                      |
| Крашеньова, присілок   | 115                    | 89                     |
| Мельохіно, село        | 306                    | 242                    |